# Фролово (Угранский район)
Фролово — деревня в Угранском районе Смоленской области России. Входит в состав Полдневского сельского поселения.
Население — 16 жителей (2007 год).
Расположена в юго-восточной части области в 15 км к юго-западу от Угры, в 7 км северо-западнее автодороги Знаменка — Спас-Деменск, на берегу реки Рословка. В 15 км северо-восточнее от деревни находится железнодорожная станция Угра на линии Торжок — Брянск.

## История
В годы Великой Отечественной войны деревня была оккупирована гитлеровскими войсками в октябре 1941 года, освобождена в марте 1943 года.